# Autorské právo v USA
Autorské právo v USA je upravováno autorským zákonem Spojených států amerických.
U autorského práva v USA je kladen důraz především na majetkovou složku práva, na rozdíl od autorského práva ČR, potažmo kontinentálního, kde je pojetí autorského práva dualistické. Dalším rozdílem oproti kontinentálnímu pojetí je odlišné chápání osoby autora. Vznik autorského díla je v USA chápan ve smyslu vynaložení určité dovednosti a práce, z čehož vyplývá, že autorem v USA může být i osoba právnická (v ČR pouze osoba fyzická).
Původně copyright v USA platil 56 let, ale hrozilo, že v roce 1984 přijde studio Walt Disney o ochranu postavičky Mickey Mouse. Díky lobování studia však došlo dvakrát k prodloužení ochranné doby: na 75 a později na 95 let. Autorská práva na myšáka Mickeyho Mouse (na jeho podobu z roku 1928) tak vypršela až 1. ledna 2024.
Spojené státy americké měly donedávna specifický požadavek, kdy autorské dílo muselo být označeno takzvaným copyrightem, ale od roku 1989 už to u nových děl není prakticky vyžadováno. Trend automatické ochrany autorského díla už od jeho vzniku je propagovaný organizací WIPO (Světová organizace duševního vlastnictví) kvůli jednotné harmonizaci většiny států.